# Juri Omeltschenko

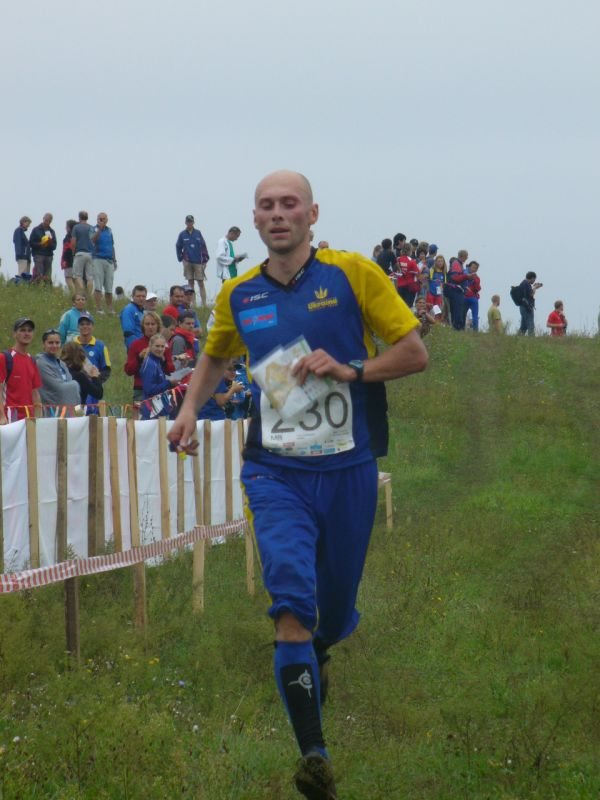
Juri Omeltschenko, 2007

Juri Anatolijowytsch Omeltschenko (ukrainisch Юрій Анатолійович Омельченко; * 6. September 1971) ist ein ehemaliger ukrainischer Orientierungsläufer. Er war 1995 Weltmeister auf der Kurzdistanz.
Omeltschenko startete 1995 im Alter von 23 Jahren bei seiner ersten Weltmeisterschaft. In Detmold gelang ihm dabei ein Erfolg auf der Kurzdistanz. Nach durchwachsenen Resultaten bei den Weltmeisterschaften 1997 und 1999 wurde er bei den Europameisterschaften 2000 im ukrainischen Truskawez Zweiter auf der Kurzdistanz hinter Walentin Nowikow aus Russland. Auch bei den Europameisterschaften 2002 in Ungarn gewann er auf der Strecke die Silbermedaille, diesmal hinter dem aus Russland stammenden Italiener Mikhail Mamleev. Außerdem wurde er im Sprint hinter den Schweden Emil Wingstedt und Håkan Petersson Dritter. Bei den beiden folgenden Weltmeisterschaften gewann er ebenfalls noch zwei Silbermedaillen. 2003 in der Schweiz als Zweiter auf der langen Strecke hinter dem Schweizer Thomas Bührer, 2004 im Sprint hinter Niclas Jonasson aus Schweden.

## Platzierungen
| Weltmeisterschaften | Sprint | Mittel | Lang | Staffel |
| ------------------- | ------ | ------ | ---- | ------- |
| 1995 Detmold        |        | 1.     | 8.   | 19.     |
| 1997 Grimstad       |        | 36.    | 17.  | 7.      |
| 1999 Inverness      |        | 21.    | 23.  |         |
| 2001 Tampere        | 14.    |        |      | 14.     |
| 2003 Rapperswil     | 4.     | nq     | 2.   | 6.      |
| 2004 Västerås       | 2.     | 20.    |      | 13.     |
| 2005 Aichi          | nq     | nq     |      |         |
| 2006 Aarhus         | 6.     | 9.     |      | 9.      |
| 2007 Kiew           | 11.    |        | dsq  |         |
| 2008 Olomouc        | 15.    |        | 25.  |         |
| 2009 Miskolc        | dsq    |        | nq   |         |

| Europameisterschaften | Sprint | Mittel | Lang | Staffel |
| --------------------- | ------ | ------ | ---- | ------- |
| 2000 Truskawez        |        | 2.     | 6.   |         |
| 2002 Sümeg            | 3.     | 2.     | 5.   |         |
| 2004 Roskilde         | 19.    |        |      |         |
| 2006 Otepää           |        |        | 37.  | 16.     |
| 2008 Ventspils        | dsq    |        |      |         |

| Gesamt-Weltcup | Gesamt-Weltcup |
| -------------- | -------------- |
| 1996           | 25.            |
| 1998           | 18.            |
| 2000           | 33.            |
| 2002           | 6.             |
| 2004           | 26.            |
| 2006           | 41.            |
| 2007           | 61.            |
| 2008           | 71.            |